# Красивая любовь
«Красивая любовь» (англ. A Fine Romance) или «Ваше здоровье!» (итал. Cin cin) — художественный фильм 1991 года производства Италии, мелодраматическая комедия, снятая режиссёром Джином Сэксом. Джин Сэкс снял этот фильм-фарс по пьесе Франсуа Бийеду «Cin cin». Съёмки фильма проводились в Париже.
Главные роли в этом фильме исполнили Джули Эндрюс и Марчелло Мастроянни. Марчелло Мастроянни играет шутливого итальянца, а Джули Эндрюс несколько встревоженную британку — вместе актёры и их персонажи составляют прекрасную пару.

## Сюжет
Встречаются мужчина и женщина, никогда не знавшие друг друга. Их объединяет одинаковое горе — их супруги изменяют им друг с другом. Сперва Чезарио Гаримальди огорчён, узнав что его жена Маргарита изменяет ему с доктором Пикетом. Но после того, как он сам встречает жену доктора Пикета, Памелу, все его страдания испаряются.
Сперва Чезарио и Памела хотят отомстить изменникам и вернуть своих супругов. Затем их планы меняются — они понимают, что если они попытаются разъединить изменников, то и их счастливому времяпровождению придёт конец.

## В ролях
- Джули Эндрюс — Памела Пикет
- Марчелло Мастроянни — Чезарио Гримальди
- Жан-Мишель Кэннон — доктор Пикет
- Катерин Джарретт — Маргерит Гаримальди
- Жан-Жак Дюлон — доктор Нуарэ
- Франсуаз Мишо — Мадлен
- Мария Мачадо — мисс Кнудсон
- Жан-Пьер Кастальди — Марсель
- Дениз Грей — мадам Легри
- Йен Фицгиббон
- Джонатан Сесил

## Интересные факты
- Оригинальное итальянское название фильма — «Cin cin» («Ваше здоровье!»), американское же название «A Fine Romance» («Красивая любовь»).
- Это не первый опыт сотрудничества сценариста Франсуа Бийеду и режиссёра Джина Сакса. Джин Сакс и раньше использовал пьесы Бийеду для своих фильмов.

## Другие названия
- Cin cin
- A Fine Romance
- Красивая любовь, Ваше здоровье!
- A Touch of Adultery

### Русскоязычные
- «Красивая любовь» на сайте Домашний кинотеатр

### Другие
- «Красивая любовь» (англ.) на сайте Internet Movie Database
- «Красивая любовь» (англ.) на сайте Rotten Tomatoes
- Красивая любовь (англ.) на сайте AllMovie